# Nella casa
Nella casa (Dans la maison) è un film del 2012 scritto e diretto da François Ozon, liberamente adattato dalla pièce teatrale El chico de la ultima fila di Juan Mayorga.

## Trama
L'insegnante di letteratura francese Germain è insoddisfatto del lavoro e deluso dalle scarse competenze dei propri studenti. Tutto questo fino a che non legge il saggio di Claude, un giovane di umili origini, su un fine settimana passato nella casa del compagno di classe Rapha Artole. Lo scritto descrive in maniera pungente la famiglia borghese apparentemente perfetta del compagno di classe; Germain ne è così entusiasta che lo legge anche alla moglie Jeanne. Germain, che avrebbe voluto diventare uno scrittore, rivede in Claude lo stesso talento che aveva quando era giovane e spinge il giovane a continuare a scrivere del suo week-end.
Ogni nuovo scritto di Claude descrive ulteriori dettagli della vita della famiglia di Rapha fino alla conclusione con un "continua...". La conclusione intriga moltissimo il professore che oltre a correggere la prosa del giovane inizia a dargli dritte affinché possa diventare un habitué della casa di Rapha. Con il passare del tempo l'immagine della famiglia perfetta descritta inizialmente viene lacerata sempre più con l'aggiungersi dei dettagli: si scopre che il padre di Rapha, amante del basket e della cultura cinese, ha dei problemi di lavoro e vengono a galla le fantasie di Claude nei confronti della madre di Rapha, Ester, una donna estremamente attraente con la passione per l'arredamento degli interni. Realtà e prosa si mescoleranno lentamente con degli esiti imprevisti per tutti i personaggi.

## Curiosità
Nella scena in cui Germain e Jeanne vanno al cinema, nello sfondo si può notare il poster del film Match Point, di Woody Allen.

## Riconoscimenti
- 2012 - Festival internazionale del cinema di San Sebastián[1]
  - Concha de Oro a François Ozon
  - Premio della giuria per la miglior sceneggiatura a François Ozon
- 2013 - Premio César[2]
  - Nomination Miglior film 
  - Nomination Miglior regista a François Ozon
  - Nomination Migliore sceneggiatura non originale a François Ozon
  - Nomination Miglior attore protagonista a Fabrice Luchini
  - Nomination Migliore promessa maschile a Ernst Umhauer
  - Nomination Migliore colonna sonora a Philippe Rombi
- 2013 - Premio Lumière
  - Migliore promessa maschile a Ernst Umhauer
- 2013 - Premio Goya[3]
  - Nomination Miglior film europeo (Francia)
- 2013 - European Film Awards
  - Miglior sceneggiatura a François Ozon
  - Nomination Miglior regista a François Ozon
  - Nomination Miglior attore a Fabrice Luchini